# Romanivský rajón
Romanivský rajón (ukrajinsky Романівський район) byl rajón v Žytomyrské oblasti na Ukrajině. Hlavním městem byl Romaniv a rajón měl přibližně 28 tisíc obyvatel. 

## Sídla v rajónu
- Bykivka
- Myropil
- Romaniv